# Sonate pour piano et alto de Charles Koechlin
La Sonate pour piano et alto, op. 53, est une sonate de Charles Koechlin. Composée à partir de 1902, achevée en 1915, elle est dédiée à Darius Milhaud et fut créée par son dédicataire à l'alto et Jeanne Herscher-Clément au piano à Paris, le 27 mai 1915.

## Présentation
La Sonate pour alto et piano est composée entre 1902 et 1915,.
Dans ses Notes détaillées sur diverses de mes œuvres, Charles Koechlin écrit à son sujet : « On pourrait commenter la Sonate pour alto et piano [...] par la poésie de Robert d'Humières sur laquelle j'ai écrit une des mélodies de mon second recueil (Sur la grève [op. 28 no 1 ; 1902]) — d'ailleurs le final n'est que la transposition de cette mélodie en langage symphonique. C'est la nature même du timbre de l'alto qui a déterminé le caractère général, plutôt sombre de cette sonate. Il n'y a d'éclaircies que vers la fin du premier morceau ; dans le final, le passage pour l'alto en sourdine ; et l'andante. Au contraire, le scherzo a (ou doit avoir) quelque chose de diabolique, ou dans tous les cas de très amer. Dans le scherzo, emporté et sauvage, il m'a paru impossible d'éviter d'écrire des passages à deux ou trois tonalités superposées [...] ».
La partition est publiée par Senart en 1923 (rééditée par Salabert).
La Sonate, dédiée à Darius Milhaud, est créée par le dédicataire à l'alto et Jeanne Herscher-Clément au piano le 27 mai 1915 à Paris, salle des Agriculteurs, lors d'un concert donné au bénéfice du Foyer Franco-Belge,.

## Structure et analyse
Michel Dimitri Calvocoressi relève que par rapport à la Sonate pour violoncelle et piano du compositeur, à celle pour flûte et piano ou à celle pour violon et piano, la Sonate pour alto et piano « occupe une place à part [...], en raison de son ton plus dramatique ».
L'œuvre, d'une durée moyenne d'exécution d'une trentaine de minutes environ, comprend quatre mouvements,, :
1. Adagio, mouvement sous forme d'introduction qui « fixe [...] l'atmosphère générale de l'œuvre[5] » et « contient en germe les thèmes des mouvements suivants[2] » ;
2. Scherzo : Allegro molto animato e agitato, scherzo « d'une énergie presque démoniaque[2] » ;
3. Andante (presque adagio), qui s'enchaîne au scherzo sans interruption et procède « d'un sentiment très uni[2] » ;
4. Final : Allegro très modéré mais sourdement agité, final aux deux thèmes contrastés, le deuxième évoquant l'Andante, et qui s'achève dans « un apaisement « céleste »[2] ».

La pièce porte le numéro d'opus 53 dans le catalogue des œuvres de Charles Koechlin.

## Enregistrements
- Christoph Keller, piano ; Christoph Schiller, alto ; éd. Accord, 1990.
- Charles Koechlin : Musique de chambre, CD 4, Paul Pesthy (alto) et Chia Chou (piano), SWR Music SWR19047CD, 2017[6],[7].

### Ouvrages généraux
- Michel Dimitri Calvocoressi et Michel Fleury, « Koechlin, Charles », dans Walter Willson Cobbett et Colin Mason (dir.), Dictionnaire encyclopédique de la musique de chambre, vol. II : K–Z, Paris, Éditions Robert Laffont, coll. « Bouquins », 1999 (1re éd. 1929), 1627 p. (ISBN 2-221-07848-9), p. 836-840.
- François-René Tranchefort, « Charles Koechlin », dans François-René Tranchefort (dir.), Guide de la musique de chambre, Paris, Fayard, coll. « Les Indispensables de la musique », 1989, 995 p. (ISBN 2-213-02403-0), p. 506–510.

### Monographies
- L'Œuvre de Charles Koechlin - Catalogue, Madeleine Li-Koechlin, Eschig, 1975.
- Aude Caillet, Charles Koechlin : L'Art de la liberté, Anglet, Séguier, coll. « Carré Musique », 2001, 214 p. (ISBN 2-84049-255-5).
- Robert Orledge, Charles Koechlin (1867-1950) His Life and Works, Harwood Academic Publishers, 1989, 457 p. (ISBN 3-7186-4898-9).